# 茨城県立大洗高等学校
茨城県立大洗高等学校（いばらきけんりつ おおあらいこうとうがっこう）は、茨城県東茨城郡大洗町に所在する公立の高等学校。

## 概要
町唯一の高等学校で、県内公立校としては比較的新しい高校である。同校開校以前、町内の高校進学者は隣市の水戸市や那珂湊市（現在のひたちなか市）などへ通学するほかなく、開校にあたっては地元・大洗町からの強い要望と開校への協力があったという。
設立時以来普通科単科の学校であるが、最大の特色は音楽活動、特に後述するマーチングバンド部が存在することである。1993年からは普通科に「音楽コース」を設け、2008年度からは大洗町内に学生寮を開設して全国から生徒を募集している。
また2007年度より普通科で「人文、教養学」「ビジネス、社会学」「健康、生活学」のコース選択制を導入し、進学や就職にも力を入れている。

## 沿革
- 1974年4月 - 開校
- 1985年4月 - マーチングバンド部『BLUE-HAWKS』発足
- 1992年8月 - シドニー市長の招聘によりマーチングバンド部『BLUE-HAWKS』がオーストラリア遠征を実施（以後3年に1度、海外遠征を実施）
- 1993年4月 - 普通科音楽コース開設
- 1993年11月 - 創立20周年記念式典
- 1998年1月 - マーチングバンド部『BLUE-HAWKS』が全国大会でグランプリ（文部大臣賞）を獲得
- 1999年11月 - 陸上部が関東大会出場
- 2003年11月 - 創立30周年記念式典
- 2005年12月 - マーチングバンド部『BLUE-HAWKS』が全国大会で編成部門別最優秀賞を獲得
- 2008年4月 - 音楽コースで全国募集を開始し1期生が入学
- 2009年8月 - 教諭の有國淨光（マーチングバンド部監督）が「マイスター・オブ・ティーチャーズ」（茨城県教育委員会による教員の表彰制度）の最初の表彰者となる
- 2011年2月 - マーチングバンド部『BLUE-HAWKS』が茨城県より「いばらきイメージアップ奨励賞」を受賞
- 2011年11月 - マーチングバンド部『BLUE-HAWKS』が「茨城県特別功労賞」を受賞
- 2011年12月 - マーチングバンド部『BLUE-HAWKS』が全国大会で編成部門別最優秀賞を獲得
- 2014年12月 - マーチングバンド部『BLUE-HAWKS』が全国大会で中編成2位となる
- 2019年12月 - 有國淨光（マーチングバンド総監督）が芸術活動に優れた功績を行ったとして文化庁長官表彰を受賞する
- 2019年12月 - マーチングバンド部『BLUE HAWKS』が全国大会で編成部門別最優秀賞を獲得

## 設置学科
- 普通科
  - 音楽コース

## 部活動

### マーチングバンド部『BLUE HAWKS』
音楽コースの生徒は全員が所属する。

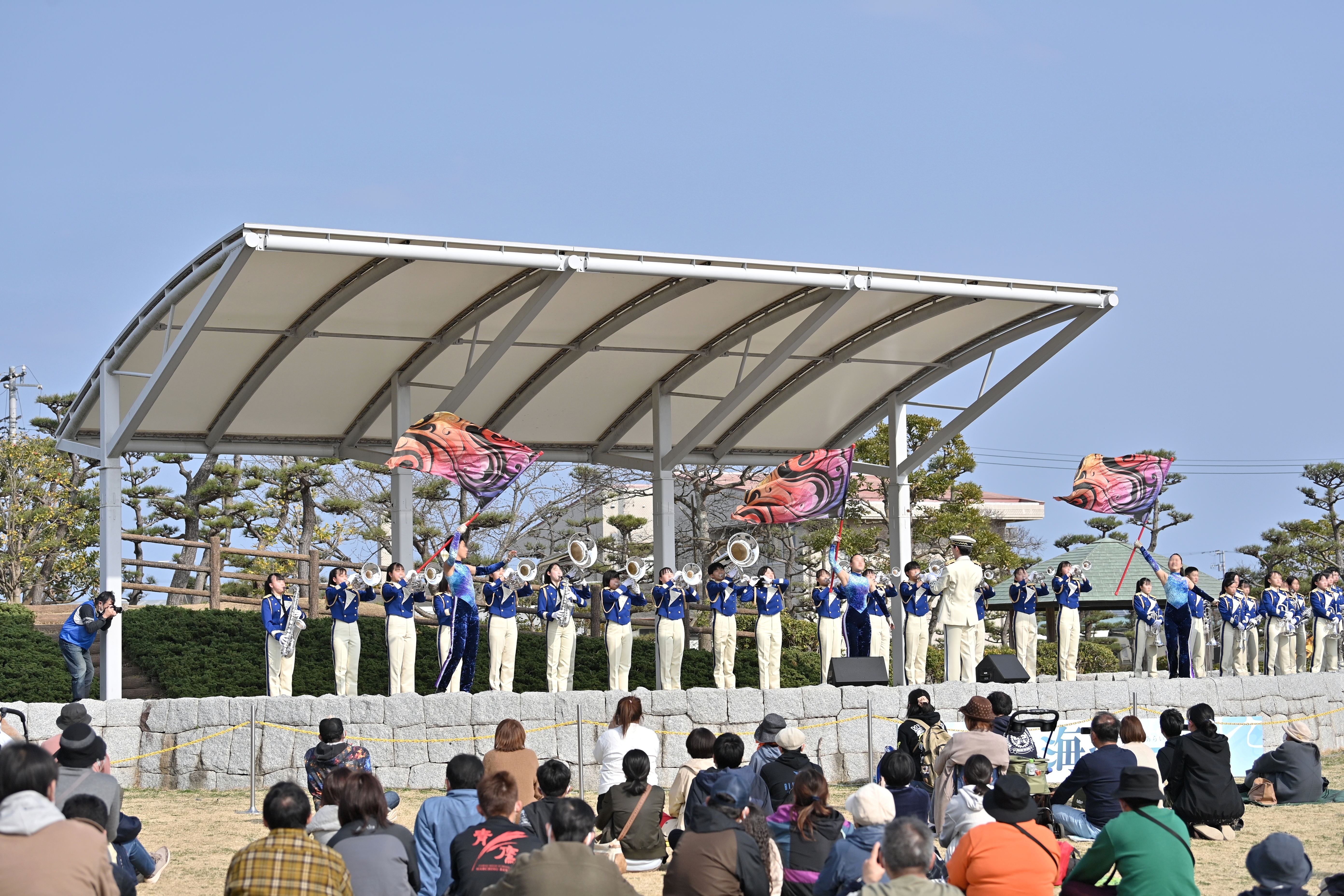
大洗春祭り 海楽フェスタ2023における演奏

マーチングバンド部は開校2年目に吹奏楽部として発足し、その後開校10周年記念事業でマーチングバンド部となった。全国大会では金賞の常連で、1998年には公立高校として史上2校目のグランプリ（文部大臣賞）も獲得している。また1992年にシドニー市長の招聘によりオーストラリアへの海外遠征を実施して以降、3年に1度、マレーシア、シンガポール等への海外遠征を行っているほか、全国各地のイベントなどでもその演奏を披露しているため、「大洗高校といえばマーチングバンドの学校」として地元でも広く知られている存在である。

### eスポーツ競技部
2019年4月にエレクトロニック・スポーツを行うeスポーツ競技部が創部される。

## 交通
- 鹿島臨海鉄道大洗駅から徒歩25分。または那珂湊駅・大洗駅・新鉾田駅から茨城交通路線バスで「大洗高校」バス停下車。

## 進路
平成27年度の卒業生、進学率58.1％、就職率41.9％　進路決定率100％

## 著名な出身者
- 田山寛豪（トライアスロン選手）
- 高須洋平 (元Jリーグ選手)